# Грозан ја
Грозан ја (енгл. Despicable Me) је америчка анимирана медијска франшиза усредсређена на Груа, реформисаног суперзликовца (који касније постаје отац, муж и тајни агент), и његових жутих Малаца. Серију је произвело предузеће Illumination, а дистрибуира је његова матична компанија Universal Pictures.
Франшиза је почела филмом из 2010. истог имена, након чега следе два наставка: Грозан ја 2 (2013), Грозан ја 3 (2017) и Грозан ја 4 (2024) и два засебна дела: Малци (2015) и Малци 2: Груов почетак (2022). Франшиза такође укључује многе кратке филмове, телевизијски специјал, неколико видео игрица и атракцију у тематском парку. Сматра се да је ова франшиза анимираних филмова имала највећу зараду и да је то 15. филмска франшиза по величини зараде свих времена, са остварених преко 4,7 милијарди долара на светским благајнама.

## Филмови

### Главна серија
| Филм        | Датум објављивања у С.А.Д. | Редитељ(и)               | Коредитељ    | Сценариста(и)          | Прича                  | Продуцент(и)                           |
| ----------- | -------------------------- | ------------------------ | ------------ | ---------------------- | ---------------------- | -------------------------------------- |
| Грозан ја   | 9. јул 2010.               | Крис Рено и Пјер Кофен   | Н/А          | Ћинко Пол и Кен Даурио | Серђо Паблос           | Крис Меледандри, Џенет Хели и Џон Коен |
| Грозан ја 2 | 3. јул 2013.               | Крис Рено и Пјер Кофен   | Н/А          | Ћинко Пол и Кен Даурио | Ћинко Пол и Кен Даурио | Крис Меледандри и Џенет Хили           |
| Грозан ја 3 | 30. јун 2017.              | Пјер Кофен и Кајли Балда | Ерик Гијон   | Ћинко Пол и Кен Даурио | Ћинко Пол и Кен Даурио | Крис Меледандри и Џенет Хили           |
| Грозан ја 4 | 3. јул 2024.               | Крис Рено                | Патрик Делаџ | Мајк Вајт              | Мајк Вајт              | Крис Меледандри                        |

#### Грозан ја(2010)
Прича о једном највећих суперзликоваца на свету, који наилази на највећи изазов у животу када у његов живот ушета троје деце. У срећном приградском насељу, окружена белим оградама и процветалим грмовима ружа, стоји једна црна кућа са осушеним травњаком. Оно што комшије не знају јесте да дубоко испод ове куће лежи и велико тајно скровиште. Тамо обитава Груа, окружен армијом несташних малих поданика, како планира највећу пљачку у историји света, крађу Месеца. Гру ужива у свему што је опако. Наоружан арсеналом зракова за смањивање и за смрзавање и возилима спремним за борбу у земљи и ваздуху, он уништава све што му се нађе на путу. Тачније, све док се не сретне са невероватном вољом три девојчице из сиротишта које на први поглед у њему виде оно што нико раније није: потенцијалног тату.

#### Грозан ја 2(2013)
Гру (Небојша Дугалић/Стив Карел) је иза себе оставио живот суперзликовца и одлучио да се побрине за Марго (Мина Ненадовић/Миранда Косгроув), Едит (Милица Матејић/Дана Гајер) и Агнес (Тиња Дамњановић/Елси Фишер). Сада Гру, др Нефарио (Русмир Агачевић Рус/Расел Бренд) и Малци имају довољно слободног времена.
Међутим, чим Гру почне да се навикава на улогу породичног човека из предграђа, на врата му долази супертајна организација која се бори против зла широм света. Сада Гру и његова нова партнерка Луси (Мина Лазаревић) треба да открију ко је одговоран за спектакуларне злочине и приведу их правди. Потребан је највећи бивши суперзликовац на свету да ухвати некога ко се претвара да га замени на тој позицији. Повратничкој екипи сада се придружују Милан Тубић/Кен Јеонг (Мамурлук) као Флојд Орлокосић - најчешће осумњичен за све гнусне злочине почињене у свету откако је Гру напустио игру. Ту је и Предраг Ејдус/Стив Куган, као Сајлас Рамсботом - Лусин шеф из антизликовачке лиге и супершпијун чије презиме даје Малчију повод за бескрајне шале. Ту су и Марко Марковић/Мојзес Еријас као Антонио, која Марго симпатише, и који стално нервира Груа, и Марко Живић/Бенџамин Брет као Едуардо Перез, Антонијев отац, власник ресторана „Салса & салса“, и човек који може бити, а можда и није најмачоческији суперзликовац који је икада постојао - злогласни Ел Мачо.

#### Грозан ја 3(2017)
Illumination, који је публици донео „Грозан ја“ и највеће анимиране хитове 2013. и 2015, „Грозан ја 2“ и „Малци“, наставља авантуре Груа, Луси, њихових ћерки – Марго, Едит и Агнес – и Малаца у филму „Грозан ја 3“.
Након што је отпуштен из Лиге против зликоваца, због неуспеха да ухвати последњег лошег момка који је припретио целом човечанству, Гру улази у велику кризу идентитета. Али када се појави мистериозни странац како би обавестио Груа да има давно изгубљеног брата близанца – који очајнички жели да крене стопама свог брата Груа – некадашњи супер негативац поново открива како је добро бити лош.
Небојша Дугалић (Стив Карел) не само да поново на фантастичан начин дочарава Груа, овај пут бива затечен и у другој улози – Друа, Груовог давно изгубљеног брата близанца. Мина Лазаревић (Кристен Виг) се враћа као супершпијун Луси, док је у улози новог главног негативца Балтазара Брета, бивше звезде програма за децу, који је постао опседнут злим ТВ ликом кога је играо 80-их, Жика Миленковић (Треј Паркер). Груов најимпресивнији противник до сада, Брет је одлучан да покори Холивуд ... и сваког ко му се нађе на путу.

#### Грозан ја 4(2024)
Гру и Луси и њихове девојчице — Марго, Едит и Агнес — добијају новог члана породице, Груа млађег, коме је намера да мучи свог оца.

### Додатне серије
| Филм                          | Датум објављивања у С.А.Д. | Редитељ(и)               | Коредитељ                      | Сценариста(и)             | Продуцент(и)                            |
| ----------------------------- | -------------------------- | ------------------------ | ------------------------------ | ------------------------- | --------------------------------------- |
| Малци (2015)                  | 10. јул 2015.              | Пјер Кофин и Кајли Балда | n/a                            | Брајан Линч               | Крис Меледандри и Џенет Хили            |
| Малци 2: Груов почетак (2022) | 1. јул 2022.               | Кајли Балда              | Бред Ејблсон и Џонатан дел Вал | Брајан Линч и Метју Фогел | Крис Меледандри, Џенет Хили и Крис Рено |

#### Малци(2015)
Откако смо их први пут видели у филму Грозан ја, стално смо се питали одакле Малци долазе. Овај филм нам даје одговор на то питање и доноси причу која приказује њихову непредвидиву природу и физички изглед и спаја их са поdjеднако упечатљивим људским ликовима. Малци заправо постоје од почетка времена. Еволуирали су од једноћелијских жутих организама у нама препознатљива бића и имају један заједнички циљ: да пронађу најгрознијег господара који постоји и да му служе.

#### Малци 2: Груов почетак(2022)
У јеку седамдесетих година прошлог века, усред помаме за бујним распуштеним косама и звонцарама, Гру (Стив Карел) одраста у предграђу. Велики фан групе суперзликоваца, Гру смишља план како да постане довољно зао да може да им се придружи. Срећом, у томе има велику помоћ својих верних поданика, Малаца. Заједно, Кевин, Стјуарт, Боб и Ото, нови Малац који носи протезу и има очајничку потребу да угађа, развијају вештине док заједно са Груом граде своје прво склониште, експериментишу својим првим оружјем и крећу у своју прву мисију.
Када је група зликоваца свргла свог вођу, легендарног борца Вилија Кобру (Алан Аркин), Гру добија прилику да постане њихов члан. Интервју не пролази добро, а постаће још горе када их Гру надмудри и тиме постане њихов смртни непријатељ. Док је у бекству, Гру ће се обратити за помоћ најнеочекиванијој особи, Вилију Кобри и откриће да је чак и лошим момцима потребна помоћ пријатеља.